# Луганськ (Казахстан)
Луга́нськ (каз. Луганск) — село у складі Павлодарського району Павлодарської області Казахстану. Адміністративний центр Луганського сільського округу.
Населення — 1796 осіб (2021; 1677 у 2009, 2002 у 1999, 2044 у 1989).
Національний склад станом на 1989 рік:
- німці — 100 %

## Історія
Село було утворено 1908 року, 1930 року стало центром колгоспу «Роте-Фане» (нім. Rote Fahne, червоний прапор). 1950 року було назване на честь Ернеста Тельмана. У 1959—1960 роках, через розвиток пасовищ, колгосп був об'єднаний з колгоспами Чапаєва та «Шляхом Леніна». Після 1997 року на базі колгоспу було створено кілька ферм та селянських господарств.
У радянські часи село називалось також Луганське.